# Itchycoo Park
Itchycoo Park è un brano musicale del gruppo rock britannico Small Faces. Composto da Steve Marriott e Ronnie Lane, venne pubblicato assieme a I'm Only Dreaming su 45 giri il 4 agosto 1967 in Gran Bretagna. Il singolo raggiunse la terza posizione in classifica nella Official Singles Chart, e la numero 16 nella Billboard Hot 100 statunitense nel 1968. Successivamente la traccia venne inclusa nell'album raccolta The Autumn Stone del 1969.

## Il brano
Itchycoo Park, uno dei brani più famosi degli Small Faces insieme a Lazy Sunday, Tin Soldier, e All or Nothing; è uno dei primi singoli di musica pop a ricorrere alla tecnica del "flanger", un effetto musicale elettronico, che nel brano può essere ascoltato nel bridge dopo ogni ritornello. La maggior parte delle fonti attribuisce il merito di aver introdotto l'effetto all'ingegnere del suono degli Olympic Studios George Chkiantz che lo mostrò a Glyn Johns, l'abituale tecnico del suono della band, che a sua volta lo fece ascoltare ai membri del gruppo (sempre entusiasti nello sperimentare nuove innovazioni tecniche) che vollero assolutamente includerlo nel singolo.

### Ispirazione
Il brano venne ideato e principalmente scritto da Ronnie Lane, che stava leggendo un dépliant sulle virtù balneari della località di Oxford che menzionava le sue "spiagge da sogno".
Alcune fonti affermano che il titolo della canzone derivi dal soprannome di Little Ilford Park, su Church Road nel sobborgo di Londra di Manor Park, dove il cantante degli Small Faces Steve Marriott era cresciuto. Il soprannome "itchycoo" è, a sua volta, attribuito alle piante di ortica che crescono lì. Altre fonti invece indicano nella vicina zona di Wanstead Flats (alla fine di Manor Park) l'ispirazione per la canzone.

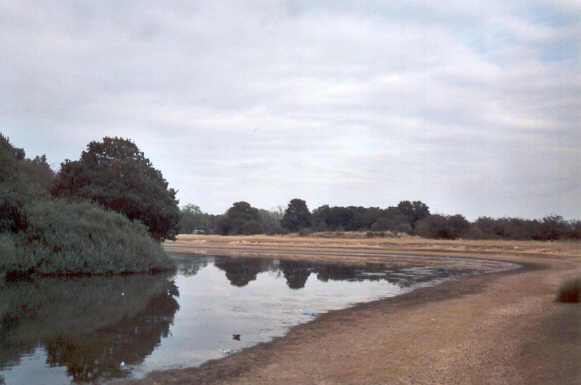
Foto di Wanstead Flats, London E12, vicino alla casa natale di Marriott a Manor Park

Marriott e il manager degli Small Faces, Tony Calder, quando vennero a sapere che la BBC aveva messo al bando la canzone per i suoi presunti riferimenti alle droghe, decisero di inventarsi una storia per "discolpare" la canzone. A tal proposito Calder confermò:
Successivamente, fu Ronnie Lane a rivelare la vera location di Itchycoo Park: «È un posto dove andavamo a Ilford anni fa. Alcuni tipi che conoscevamo ci segnalarono il posto perché è pieni di ortiche e devi grattarti continuamente».
Nel corso di un'intervista, Steve Marriott disse che "Itchycoo Park" era in realtà il Valentine's Park di Ilford, dove i membri del gruppo venivano sempre punti dalle vespe. La tal cosa venne poi confermata dall'attore Tony Robinson, amico d'infanzia di Marriott.
Itchy Park è un parco pubblico situato nell'East End di Londra, inaugurato durante l'epoca vittoriana.
Il termine "Itchycoo", inoltre è presente nella lingua scozzese sin dagli anni cinquanta.

## Cover
- 1984: The Enid
- 1992: Rymes with Orange, sull'album Peel.
- 1993: Blue Murder, sull'album Nothin' But Trouble.
- 1993: Quiet Riot, sull'album Terrified.
- 1995: M People in versione dance.
- 1996: Ben Lee nella colonna sonora del film Ho sparato a Andy Warhol.
- 1996: Tasmin Archer, bonus track dell'edizione giapponese dell'album Bloom.
- 2011: Dragon, sull'album It's All Too Beautiful.
- 2015: Nellie McKay, sull'album My Weekly Reader.
- 2015: Alice Cooper con i suoi Hollywood Vampires, sull'omonimo album di debutto della band.